# 龔必第
龔必第，字体升。福建晉江縣人，清朝政治人物、同進士出身。

## 生平
顺治九年（1652年）壬辰科进士，选庶吉士，改授南昌府推官，因得罪官僚歸鄉。